# Маркин, Иван Яковлевич
Иван Яковлевич Маркин (1897 год — 1986 год) — старший механик Коста-Хетагуровской МТС Северо-Осетинской АССР. Герой Социалистического Труда (1948).
В 1947 году руководил бригадой механиков, которая обеспечивала своевременный ремонт механизированной техники Коста-Хетагуровской МТС, обслуживавшей сельскохозяйственные предприятия района. В результате деятельности этой МТС в 1947 году план по сдаче государству пшеницы и кукурузы в целом по району был перевыполнен на 32,7 %. Указом Президиума Верховного Совета СССР от 20 мая 1966 года «за получение высоких урожаев пшеницы и кукурузы при выполнении колхозом обязательных поставок и натуроплаты за работу МТС в 1947 году и обеспеченности семенами зерновых культур для весеннего сева 1948 года» удостоен звания Героя Социалистического Труда с вручением ордена Ленина и золотой медали «Серп и Молот».
Этим же указом званием Героя Социалистического Труда был удостоен директор Коста-Хетагуровской МТС Александр Иванович Воробьёв.
Скончался в 1986 году.